# توماس باركر (لاعب كريكت)
توماس باركر (بالإنجليزية: Thomas Barker)‏ (15 نوفمبر 1798 - 2 مارس 1877) هو لاعب كريكت بريطاني (وحمل سابقاً جنسية المملكة المتحدة لبريطانيا العظمى وأيرلندا ومملكة بريطانيا العظمى).